# Folia
Folia é uma melodia e dança surgida no século XV cujo esquema harmônico-melódico foi, desde então, utilizado em centenas de variações feitas por mais 150 compositores, de Lully a Sergei Rachmaninov. É um dos mais antigos e recorrentes temas  musicais  europeus.

## História
O primeiro registro do termo "folia" aparece no Auto da Sibila Cassandra, uma das peças que compõem o teatro castelhano do dramaturgo português  Gil Vicente, escrita por volta de 1513, na qual se menciona a folia como uma dança interpretada por pastores. Por sua forma musical, estilo e etimologia da palavra, supõe-se que a melodia surgiu como uma dança em meados ou no final do século XV, em Portugal ou no antigo Reino de Leão (zona de influência galaica) ou no Reino de Valência. Sebastián de Covarrubias, no Tesoro de la lengua castellana (1611), descreve a folia como uma dança portuguesa, rápida e confusa, na qual os bailarinos carregavam sobre os ombros homens vestidos de mulher.